# Daniel Fazan
Pour les articles homonymes, voir Fazan.
 (décembre 2021).
Daniel Fazan, né en 1950, est un journaliste et écrivain vaudois.

## Biographie
Animateur et producteur sur la première chaîne de la Radio suisse romande, notamment à l'œuvre les dimanches en fin de soirée avec IntérieurS, Daniel Fazan rédige en 1990 avec Mario Del Curto et Jean-Luc Lehmann un ouvrage présentant, au travers de photographies, une année -1989 - de la vie de Jean-Pascal Delamuraz, président vaudois de la Confédération. 
En 1990 il a coanimé des émissions TV sur la TSR, Sauve-qui-peut et enregistré des caméras cachées. En 1998, il participe au film Plans-Fixes dédié au peintre et graphiste Pierre Bataillard.
Dans les années 1970-80 il réalise affiches, costumes et décors de théâtre. En 1991 pour le 700ème anniversaire de la Confédération, il conçoit décor et costumes (400) pour Mémoaria, réunissant légendes et chœurs populaires de toute la Suisse.
Daniel Fazan écrit en 2003 son premier livre intitulé Faim de vie signé Casimir K. Sous ce pseudonyme, paraît un roman de couleur autobiographique dont l'action se déroule en Toscane. En 2007, il publie sous son nom Morose foncé chez Publi Libris, suivi en 2011 par Vacarme d'automne, un récit sur les effets du temps qui passe, puis en 2012 le roman Millésime, qui raconte un amour gay dans un milieu vigneron de Lavaux. 
Depuis 2007 il tient aussi à quinzaine une chronique continue dans l'hebdomadaire Coopération autour de sujets quotidiens.
En mai 2015 est paru Bad, un roman bref et tonique.
Il prend sa retraite en été 2015 et continue son chemin d'écriture.
Durant la saison théâtrale 2016 il est monté sur les planches à Vevey à la Grenette puis en Suisse romande en tournée pour incarner son propre rôle d'homme vieillissant, adapté de son ouvrage d'auto-fiction Vacarme d'automne. L'accueil du public est chaleureux et d'autres dates ont suivi, Lausanne, Fribourg, Payerne et Neuchâtel. D'émissions de radio en invité et public conquis. Le metteur en scène Laurent Gachoud, de la Compagnie de L'Oranger voit naître un comédien mûr sous ses yeux et sa direction. 
En 2023/24 paraîtra le triptyque Fatals, comprenant Comment dire, roman court et cynique qui raconte sous la plume d'un auteur à succès en fin de vie une rencontre avec un admirateur plus jeune et considéré médiocre écrivain qui le visite durant ses dernières heures.
Suivi de "Fleur promise", une nouvelle "à l'ancienne", qui relate un viol paysan d'une jeune fiancée, en Valais, en 1900. Enfin une ultime rencontre en dix lignes, nouvelle intitulée Bienvenue.

## Sources
- « Daniel Fazan », sur la base de données des personnalités vaudoises sur la plateforme « Patrinum » de la Bibliothèque cantonale et universitaire de Lausanne.
- 24 Heures, 2003/02/11, p. 16
- Coopération Jean-Dominique Humbert